# STS-27
La STS-27 è una missione spaziale del Programma Space Shuttle.
L'obbiettivo principale della missione fu il lancio in orbita del Satellite spia militare Lacrosse.
Durante il volo si riscontrarono rilevanti danni al sistema di protezione termica tanto da far temere il peggio per il rientro. Fortunatamente tutto andò per il meglio e la Shuttle poté atterrare alla Edwards Air Force Base dopo 4 giorni e 9 ore di volo.

## Equipaggio
| Ruolo                   | Equipaggio                    | Equipaggio                    |
| ----------------------- | ----------------------------- | ----------------------------- |
| Comandante              | Robert Gibson Terzo volo      | Robert Gibson Terzo volo      |
| Pilota                  | Guy Spence Gardner Primo volo | Guy Spence Gardner Primo volo |
| Specialista di missione | Richard Mullane Secondo volo  | Richard Mullane Secondo volo  |
| Specialista di missione | Jerry Lynn Ross Secondo volo  | Jerry Lynn Ross Secondo volo  |
| Specialista di missione | William Shepherd Primo volo   | William Shepherd Primo volo   |

## Parametri della missione
- Massa: 14500 kg
  - Carico utile: Satellite Lacrosse 1 (radar reconnaissance)
- Perigeo: 437 km
- Apogeo: 447 km
- Inclinazione orbitale: 57°
- Periodo: 1 ora, 33 minuti, 24 secondi